# بابا یادگار
بابا یادگار (به کردی: باوه یاێار) فرزند داده سارا، یکی از بزرگان یارسان و از هفت تن است. آرامگاه وی در روستای زرده در شهرستان دالاهو در استان کرمانشاه، نزدیک قلعه یزدگرد و در دامنهٔ کوه تخت سرانه در دالاهو قرار دارد.

## زندگی
بابا یادگار در باور یارسان از یاران و همراهان سلطان سهاک بود که به باور پیروان دین یاری از مادری باکره به نام «داده سارا» (دادا ساری) در سدهٔ نهم هجری به دنیا آمد  و در آغاز نوجوانی از شاهو به دالاهو کوچیده است.
بابا یادگار متأهل نشده و فرزندی نداشته است. او دو نفر از یارانش به نام خیال و وصال را به سمت جانشین و «پیر» بر مریدانش برگزید و سادات خاندان بابایادگار از نسل آن دو نفرند. او توسط گروهی کشته شد و یارانش وی را در دامنهٔ کوه تخت سرانه در روستای زرده در دالاهو در استان کرمانشاه به خاک سپردند که آرامگاه بابا یادگار هم‌اکنون در آنجا قرار دارد. مجموعه کلام‌های بابایادگار و یارانش در دفتر دیوان گوره ثبت و موجود است.

## تناسخ
بنا بر اعتقادات یارسان ذات‌های مقدس در دوره‌های مختلف حقیقت در شخصیت‌های مختلفی حلول می‌کنند. بر این اساس بابایادگار هابیل پسر آدم، ایرج پسر فریدون، سیاوش پسر کی‌کاووس، فرامرز پسر رستم، یوسف پسر یعقوب، یحیی تعمید دهنده در دورهٔ عیسی مسیح، اصغر لعل‌پوش در دورهٔ اسکندر، حسین بن علی در دورهٔ اسلام، سعدان فرماندهٔ لشکر مختار ثقفی، باباطاهر در دورهٔ شاه‌خوشین، نظامی گنجوی، محمود بن سخار در دورهٔ شاه فضل ولی، ته‌وریز در دورهٔ بابا سرهنگ، احمد در دورهٔ بابا ناوس، حسین بگ (عموی خاتون دایراک) در دورهٔ برزنجه، ایوت هشار در دورهٔ پردیور، شیخ صفی‌الدین اردبیلی، یار احمد زرده‌بام اهل مرکه در هندوستان، میر اسکندر ملقب به عالی قلندر در اواسط عصر اول پردیور، امرتات در امشاسپندان دورهٔ اوستا و غزل در دورهٔ حاجی بکتاش ولی بوده است. همچنین در میان جواهرات، یاقوت جلوهٔ بابا یادگار است.

## لقب‌ها
یار زرده‌بام، شاه یادگار، پیر نرگس چَم، نازروا، پیر رنگینه از لقب‌های بابا یادگار است.

## زیارتگاه بابا یادگار

### زیارتگاه بابا یادگار در استان کرمانشاه ایران

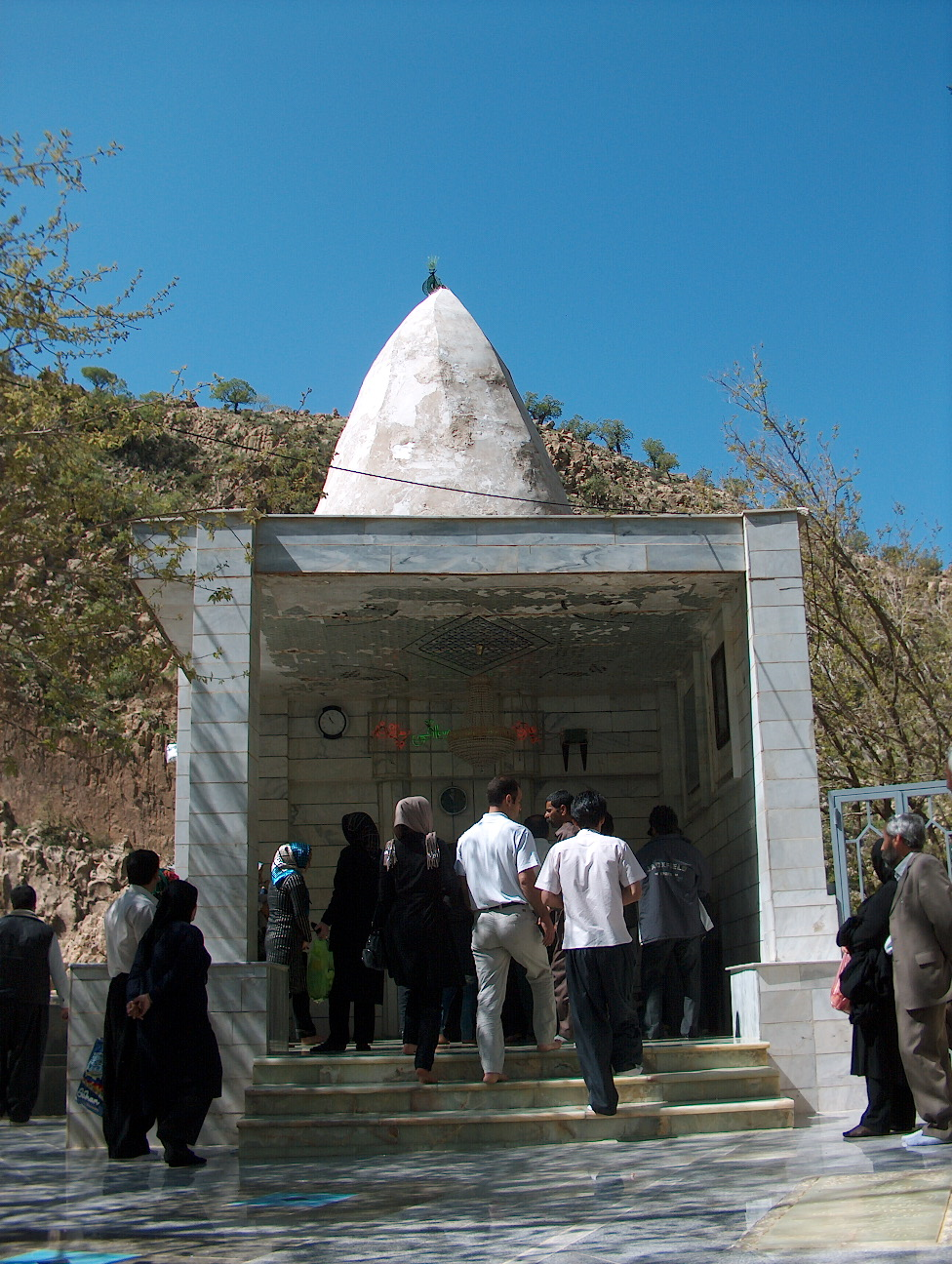
آرامگاه بابا یادگار، در دامنهٔ کوه تخت سرانه در روستای زرده

از نظر معماری این بنا به صورت فضای مربع شکل کوچکی است و بر روی آن گنبد مخروطی شکلی قرار گرفته است.
سطوح داخلی و خارجی این بنا به وسیله ملات گچ اندود شده است. این مقبره، یکی از زیارتگاه‌های مهم یارسان به‌شمار می‌رود. بیش تر از این مشایخ در اوایل حکومت صفویان زندگی می‌کردند و در نوار مرزی ایران و عثمانی به ترویج دین یارسان اشتغال داشتند.
در نزدیکی زیارتگاه بابایادگار چشمه غسلان، هفت تن، چهل تن و هانیتا از جمله زیارت‌گاه‌های یارسان به‌شمار می‌رود.

#### بمباران شیمیایی زیارتگاه
در ۳۱ تیرماه ۱۳۶۷ روستای زرده در نزدیکی آرامگاه بابایادگار مورد حمله بمب شیمیایی قرار گرفت.

### زیارتگاه بابا یادگار در کردستان عراق
زیارتگاه دیگری نیز با عنوان بابا یادگار در روستای یارسان‌نشین تولبند از توابع شهرستان حمدانیه در شمال شرقی موصل در استان نینوا در عراق قرار دارد. این زیارتگاه در روز ۳۱ مرداد ۱۳۹۳ توسط داعش منفجر شد.

## در ادبیات
در ادبیات کلاسیک کُردی و فارسی اشاراتی به بابا یادگار وجود دارد. مولوی کُرد قصیده‌ای را با مطلع «سه‌رشاری سه‌هبای به‌زمی موناجات» در منقبت بابایادگار سروده است.